# Henrya insularis
Henrya insularis är en akantusväxtart som beskrevs av Christian Gottfried Daniel Nees von Esenbeck. Henrya insularis ingår i släktet Henrya och familjen akantusväxter. Inga underarter finns listade i Catalogue of Life.